# Kolno (Wałcz)
Kolno (deutsch Eckartsberge, früher Eckartsberg) ist ein Dorf in der Landgemeinde (Gmina) Wałcz (Deutsch Krone) im Powiat Wałecki  (Deutsch Kroner Kreis) der polnischen Woiwodschaft Westpommern.

## Geographische Lage
Das Dorf liegt im Netzedistrikt im ehemaligen Westpreußen, etwa 13 Kilometer nordwestlich von Deutsch Krone (Wałcz), fünf Kilometer nördlich von Lüben (Lubno) und fünf Kilometer südwestlich von Neugolz (Golce).

## Geschichte
Die Grenzregion des Netzedistrikts, in der das Dorf liegt, hatte ursprünglich zum Herzogtum Pommern gehört, war vorübergehend unter polnische Herrschaft gelangt und dann an die Markgrafen von Brandenburg gekommen. Im Rahmen der Ersten Teilung Polen-Litauens wurde das Dorf 1772 zusammen mit dem Landkreis Deutsch Krone mit Preußen wiedervereinigt.
Die Ortschaft in der Nähe von Keßburg wird erst um die Mitte des 19. Jahrhunderts als eigenständige Gemeinde erwähnt. Im 18. Jahrhundert hatten die Ländereien in dieser Gegend zur Herrschaft Klausdorf der Goltzschen Güter gehört. Als Besitzer des Guts Eckartsberge wird 1896 und 1903 Albert Richter genannt.
Um 1930 hatte die Gemeinde Eckartsberge eine 5,6 km² große Gemarkungsfläche, und im Gemeindegebiet befanden sich zwei Wohnplätze, auf denen insgesamt neun bewohnte Wohnhäuser standen:
- Augustenburg, Vorwerk
- Eckartsberge

Im Jahr 1945 gehörte Eckartsberge zum Landkreis Deutsch Krone im Regierungsbezirk Grenzmark Posen-Westpreußen der preußischen Provinz Pommern des Deutschen Reichs. Eckartsberge war dem Amtsbezirk Neugolz zugeordnet.
Im Februar 1945 wurde Eckartsberge von der Roten Armee besetzt. Nach Beendigung der Kampfhandlungen wurde die Region seitens der sowjetischen Besatzungsmacht zusammen mit ganz Hinterpommern und der südlichen Hälfte Ostpreußens – militärische Sperrgebiete ausgenommen – der Volksrepublik Polen zur Verwaltung überlassen. Es wanderten nun Polen zu. Eckartsberge wurde unter der polnischen Ortsbezeichnung „Kolno“ verwaltet. Die einheimische Bevölkerung wurde größtenteils von der polnischen Administration aus Eckartsberge vertrieben.

### Demographie
| Jahr | Einwohner | Anmerkungen                                                                                        |
| ---- | --------- | -------------------------------------------------------------------------------------------------- |
| 1864 | 75        | darunter 72 Evangelische und drei Katholiken                                                       |
| 1910 | 110       | am 1. Dezember, davon 72 Evangelische und 38 Katholiken; 43 Einwohner mit polnischer Muttersprache |
| 1925 | 148       | davon 131 Evangelische und 17 Katholiken                                                           |
| 1933 | 247       | [ 6 ]                                                                                              |
| 1939 | 217       | am 17. Mai                                                                                         |

## Kirche
Die Protestanten der bis 1945 anwesenden Dorfbevölkerung gehörten ursprünglich zum evangelischen Kirchspiel Neugolz.